# Église Saint-Charles de Marnaval
 (mars 2025).
L'église Saint-Charles de Marnaval est un édifice religieux situé dans la ville de Saint-Dizier, dans la Haute-Marne, en région Grand Est.

## Géographie
L'église Saint-Charles est située sur une hauteur dominant la Marne et la route de Saint-Dizier à Chaumont face à l'ancienne usine métallurgique des Forges de Champagne. 

## Contexte
Au début de la IIIe République, l'usine est repris en 1871 par Émile Giros qui va la développer considérablement. Une autre forge à laminoirs est alors construite sur la rive gauche de la Marne, l'aciérie Martin est édifiée en 1888 un peu au nord de cette dernière. On compte alors 687 ouvriers en 1887 pour une population de 1305 habitants en 1889 et 800 ouvriers, en 1895.

## Historique de l'église
Il existait alors deux chapelles : la chapelle du Pont de la grotte mais trop exigüe et éloignée du centre et une chapelle privée de M. Becquey. Marnaval étant éloigné d'un peu plus de 3km du centre de Saint-Dizier, Émile Giros, élu maire de Saint-Dizier en 1882, pris la décision de construire une église, propriété de l'usine, à l’emplacement du centre commercial de la Cité ouvrière. Les plans seront réalisés par Charles Albert de Vathaire, ingénieur de l'usine plutôt spécialisé dans la conception des hauts-fourneaux. La première pierre est bénie le 4 mai 1894 puis l'église achevée sera bénie par le curé de Saint-Dizier, le 30 mai 1895.
Émile Giros décèdera avant la fin des travaux en 1894 et sa tombe est situé dans le petit cimetière de Marnaval, « au milieu de ses ouvriers », à la place qu’il avait lui-même indiquée.
L'église de Marnaval est inscrite au titre des monuments historiques par arrêté du 17 mars 2022.

## Description
L'église est l’unique exemple d’une église construite en briques de laitier, issues des scories provenant même de la briquerie située à côté des hauts fourneaux du pont de la grotte à 1500 mètres de l'église.